# Хронологија Београдске операције
Београдска операција представља низ повезаних борби вођених за ослобођење Београда и његове околине у Другом светском рату, октобра 1944. године. Операцију су извеле јединице Прве армијске групе НОВ и ПОЈ и Трећег украјинског фронта Црвене армије наневши тежак пораз немачкој Групи армија „Србија”.
Операција је трајала од 10. до 23. октобра 1944. и одвијала се у три фазе:
- припремне борбе од 10. до 14. октобра — у овој фази партизанске и совјетске снаге сломиле су немачку спољну линију одбране која се протезала од Обреновца, преко Јајинаца, Кумодража, Авале и Бањице до Смедерева.
- борбе за непосредно ослобођење Београда од 14. до 20. октобра — ова фаза представља борбе вођене у самом граду, из улице у улицу, из куће у кућу, али и на спољним прилазима граду против немачких јединица, које су у току операције продирале с југа и дошле до Великог и Малог Мокрог Луга, Болеча и Авале из правца Смедерева.
- завршне борбе од 20. до 23. октобра — у овој фази партизанске и совјетске снаге наставиле су са одбацивањем непријатеља и ослободиле Земун, Сурчин и околна места. Сусретом партизанско-совјетских јединица, које су прешле преко Савског моста и ослободиле Земун и јединица 12. војвођанског корпуса, које су форсирале Саву и ослободиле Сурчин и околна села, 23. октобра код Нове Пазове завршена је Београдска операција и отпочело гоњење непријатељских снага кроз Срем.

## Припремне борбе

### 9. октобар
- У току ноћи 9/10. октобра јединице 12. војвођанског корпуса — 11. крајишка и 16. војвођанска дивизија извршиле напад на Обреновац. Напад је извршен са свих страна — 11. дивизија је нападала с истока и југа, 16. дивизија са запада и северозапада, Пета крајишка бригада са југа из правца Мислођина, а 12. крајишка бригада са истока из правца села Барича. Услед одлучне одбране немачких снага, којима је у току борбе стигло појачање из правца Београда, напад је одбијен. Партизанске снаге успеле су да заузму Мислођин и Барич, али су у свитање 10. октобра биле принуђене на повлачење на почетне положаје. У овим борбама партизанске снаге имале су губитке од 40 мртвих и 76 рањених бораца.[1]
- У току ноћи 9/10. октобра Прва крајишка бригада извршила напад на немачки гарнизон у Тополи, али је због јаке одбране и дејства непријатељских тенкова, морала да се повуче ка Наталинцима. У току исте ноћи, један батаљон Четврте крајишке бригаде порушио је железничку пругу и железничку станицу у Ковачевцу и ликвидирао непријатељску посаду на станици. Непријатељске снаге претрпеле су губитке од 11 мртвих и 4 заробљена, док су партизанске снаге имале 11 рањених бораца.[1]

### 10. октобар
- Код Ковачевца и Кусадка, код Младеновца, јединице из састава Пете крајишке дивизије (Прва, Четврта и Седма крајишка бригада) разбиле колону од око 300 немачких војника, наневши јој губитке од око 80 мртвих и 40 заробљених. Овом приликом уништено је једно оклопно возило, седам камиона и мотоцикл, а заплењена су два топа и већа количина наоружања и муниције. Партизанске снаге имале су једног погинулог и шест рањених бораца.[1]
- У Мељаку, код Умке Трећа личка ударна бригада, из састава Шесте личке дивизије, сломила отпор немачких војника, наневши им губитке од 20 мртвих и више рањених и запленивши два камиона, мотоцикл и већу количину наоружања и друге војне опреме. Бригада је имала 5 мртвих и 10 рањених бораца.[1]
- Два батаљона Четврте крајишке бригаде извршила напад на немачке снаге у Младеновцу, али су се после краће борбе повукли из града, јер је непријатељу стигло појачање из Београда. Немачка моторизована колона је следећег јутра продужила ка Тополи, одбацивши делове Прве пролетерске дивизије са пута Младеновац—Топола.[2][3]
- Након неуспелог напада на Обреновац, Штаб 12. војвођанског корпуса донео је одлуку да се напад обнови у току ноћи 10/11. октобар додатним ангажовањем делова 36. војвођанске дивизије. Непријатељске снаге су после првог напада, скратиле линију одбране и повукле се на упоришта — Обреновац, Барич и Умка. Услед одлучне непријатељске одбране из бетонских бункера, напад није успео па су се партизанске снаге у зору 11. октобра повукле на почетне положаје. У овим борбама 36. дивизија је имала 17 мртвих и 36 рањених бораца, међу којима је била Вера Мишчевић (1925—1944), референт санитета Трећег батаљона Треће војвођанске бригаде, која је страдала у селу Звечка. Посмртно је проглашена за народног хероја.[2][4]
- У току ноћи 10/11. октобра Пета крајишка бригада извршила неуспели напад на Мислођин, код Обреновца. Бригада је имала 6 мртвих и 11 рањених.[2]

### 11. октобар
- У ослобођеној Смедеревској Паланци дошло до првог сусрета јединица из састава Прве армијске групе НОВ и ПОЈ и јединица Трећег украјинског фронта Црвене армије. У раним јутарњим часовима борци Првог батаљона Прве крајишке бригаде спојили су се са предњим деловима совјетске 236. стрељачке дивизије. Истог дана извршено је пребацивање Четвртог механизованог корпуса, под командом генерал-лајтнанта Владимира Жданова на леву обалу Велике Мораве, код Велике Плане.[5][6][7]
- Након два неуспела напада на Обреновац, Штаб 12. војвођанског корпуса донео одлуку да делом снага блокира Обреновац, а делом крене у даље наступање ка Београду. За блокаду је одређена 36. војвођанска дивизија, ојачана 32. српском бригадом из састава 11. крајишке дивизије. Главнина корпуса — 11. крајишка, 16. војвођанска и 28. славонска дивизија прешле су Колубару, пресекле железничку пругу Београд—Обреновац и наставиле наступање ка Београду, заузимајући насеља између десне обале Саве и Лазаревачког друма.[8]
- Jединице 11. крајишке и 16. војвођанске дивизије, уз садејство Друге личке бригаде, из састава Шесте личке дивизије, савладале тежак отпор немачких снага и снага Српског добровољачког корпуса и Српске државне страже и овладале линијом Јасенак—Велика Моштаница—Сремчица. У борбама за ослобођење Сремчице погинуло је 15 и заробљено 10 немачких војника.[2]
- Јединице Седамнаесте источнобосанске дивизије (Друга крајишка и Петнаеста мајевичка бригада) на комуникацији Крагујевац—Топола напале немачку моторизовану колону, уништиле два камиона и један путнички аутомобил и нанеле непријатељу велике губитке. Партизанске снаге имале су 2 рањена борца.[2]
- У току ноћи 11/12. октобра јединице Прве пролетерске ударне бригаде, из састава Прве пролетерске дивизије, заузеле железничку станицу у близини села Ђуринци, код Сопота. Том приликом уништена су два оклопна возила, два камиона и једна локомотива.[9]
- У току ноћи 11/12. октобра Прва војвођанска бригада, после једнодневне борбе, заузела Малу Моштаницу, код Умке. Том приликом немачким снагама су нанети губици од 14 мртвих и више рањених бораца, док је бригада имала четири погинула и 28 рањених бораца.[9]

### 12. октобар
- У близини Рипња, код Београда јединице Друге личке ударне бригаде, из састава Шесте личке дивизије, водиле тешке борбе против немачких снага, заузеле железничку станицу Клење, порушиле железничку пругу Рипањ—Ресник и оштетиле три железничке композиције. Том приликом страдало је седам непријатељских војника, док је бригада имала два рањена борца.[9]
- Наступајући из правца Мале Моштанице, коју су ослободиле у току ноћи, јединице Прве војвођанске бригаде, након краће борбе против немачких снага ослободиле Умку и Остружницу.[9]
- Након дводневних борби против немачких снага, јединице Тринаесте пролетерске ударне бригаде Раде Кончар, из Прве пролетерске дивизије, јединице Друге крајишке ударне бригаде, из састава 17. источнобосанске дивизије и три батаљона из Десете крајишке ударне бригаде, из састава Пете крајишке дивизије, уз садејство 36. тенковске бригаде из састава Четвртог гардијског механизованог корпуса Црвене армије, ослободиле Тополу. Била је ово прва заједничка борба југословенских и совјетских бораца у склопу Београдске операције.[9][10][11]
- Код Белосаваца, на друму Топола—Младеновац, Други батаљон Тринаесте пролетерске бригаде Раде Кончар из заседе убио 22 и ранио 25 немачких војника, а уништио камион и запленио минобацач и неколико пушака.[12]
- Јединице из састава Прве пролетерске и Пете крајишке дивизије, уз садејство једног моторизованог пука и једног стрељачког батаљона из састава јединица Трећег украјинског фронта, након вишечасовне борбе ослободиле Младеновац. У борбама за Младеновац од 10. до 12. октобра погинуло је 120, а заробљена су 54 немачка војника.[9][13][14]

### 13. октобар
- Јединице 32. српске (мачванске) бригаде из састава Једанаесте крајишке дивизије напале и заузеле немачка упоришта у Звечкој и Белом Пољу, код Обреновца.[9]
- Јединице Прве пролетерске ударне бригаде, из састава Прве пролетерске дивизије, уз садејство 36. тенковске бригаде, из састава Четвртог механизованог корпуса, ослободиле Раљу, код Сопота. Они су сломили отпор непријатеља, који се под заштитом авијације повукао према Авали.[15]
- Код Шупљег камена, испод Авале дошло до првог сусрета команданта Прве армијске групе НОВ и ПОЈ генерал-лајтнанта Пеке Дапчевића и команданта Четвртог гардијског механизованог корпуса генерал-лајтнанта Владимира Жданова.[16]
- Јединице 15. гардијске механизоване бригаде, наступајући из правца Велике Плане и водећи борбе са непријатељским снагама код Лугавчине, Вранова и Раље избиле на Дунав у рејону Смедерева чиме је пресечена комуникација Смедерево—Београд и одсечена немачка групација укупне јачине око 20.000 војника са целокупном борбеном техником и наоружањем.[17]
- У вечерњим часовима 13. октобра јединице Треће личке ударне бригаде, у садејству са деловима Друге личке ударне бригаде, заузеле Рушањ и Ресник. Истовремено, остатак Друге личке ударне бригада је уз мање сукобе са немачким снагама заузео простор између Барајева и Авале. Истог дана на Авалском друму, северно од Раље, дошло је до сусрета бораца Другог батаљона Друге личке бригаде са борцима Црвене армије — био је ово први сусрет јединица из састава Шесте личке пролетерске ударне дивизије Никола Тесла са борцима совјетске Црвене армије.[18]
- У току ноћи 13/14. октобра јединице Прве армијске групе НОВ и ПОЈ и Четвртог механизованог корпуса отпочеле напад на немачку спољну линију одбране Београда, која се протезала линијом Гроцка—Врчин—Авала—Пиносава—Железник—Остружница. У току исте ноћи, делови Прве пролетерске и Пете крајишке дивизије и совјетске 14. гардијске механизоване бригаде сломили су отпор немачких снага и заузели Авалу, а потом ослободили Јајинце и Кумодраж. У тешким борбама, вођеним у Јајинцима, од стране немачке авијације, која је грешком тукла своје положаје, тешко је рањен немачки генерал-пуковник Вили Шнекенбургер (1891—1944), командант одбране Београда, чији се Штаб налазио у овом месту. Од последица рањавања Шнекенбургер је преминуо сутрадан.[19][20][21][22]

## Борбе за Београд

### 14. октобар
- У Јајинцима одржан састанак команданта Прве армијске групе НОВ и ПОЈ генерал-лајтнанта Пеке Дапчевића и команданта Четвртог гардијског механизованог корпуса генерал-лајтнанта Владимира Жданова, на коме је разрађен план непосредног напада на Београд, који је предвиђао да се главни удар нанесе правцем: Бањица—Аутокоманда—Славија—Савски мост, а као помоћни правци су одређени: Чукарица—Мостар, Топчидерско брдо—Мостар и Цветкова механа—Вуков споменик—Панчевачки мост. Снаге НОВ и ПОЈ биле су распоређене у четири групе и наступале су према одређеним правцима:[19][23][24]
  - 12. војвођански корпус: Жарково—Баново брдо—Чукарица—Топчидер—Главна Железничка станица—Савски мост;
  - Шеста личка пролетерска дивизија: Ресник—Топчидер—Теразије—Калемегдан;
  - Прва пролетерска дивизија: Бањица—Дедиње—Аутокоманда—Славија—Калемегдан
  - Пета крајишка дивизија: Врчин—Лештане—Велики и Мали Мокри Луг—Улица краља Александра.
- Након састанака, око поднева 14. октобра у рејону Шупљег камена, испод Авале извршена је снажна артиљеријска припрема из преко 300 оруђа (више од 300 топова и минобацача и 24 „каћуше”), а част да повуче обарач првог топа имао је генерал Дапчевић. Снажна артиљеријска ватра трајала је 30 минута након чега је настављен општи напад на Београд.[25]
- Правац напада Првог пролетерског корпуса (централни правац):
  - Јединице Друге и Треће личке ударне бригаде, из састава Шесте личке дивизије, након сламања јаког немачког отпора ослободиле Ресник, Кијево и Кнежевац, а потом су у садејству једног пешадијског батаљона и мањих артиљеријских снага Црвене армије сломиле немачки отпор на Миљаковцу и потиснуле га ка Кошутњаку и Топчидеру, заузевши железничку станицу Топчидер. У овим борбама бригаде су имале губитке од 4 мртва и 15 рањених бораца. Истовремено са овим нападом, Осма црногорска бригада, из састава Прве пролетерске дивизије је сломивши немачки отпор код Пиносаве, наступала преко Ресника и заузела Раковицу, овладавајући непријатељским упориштем на јужној ивици града, као и фабриком авионских мотора.[19][26][27][22]
  - После вишечасовне борбе јединице Прве пролетерске дивизије и 36. гардијске тенковске бригаде су у вечерњим часовима 14. октобра ослободиле Бањицу и Дедиње, а у току ноћи наставиле наступање према граду – Прва пролетерска дивизија кретала се преко Аутокоманде ка Славији, а 13. гардијска механизована бригада у правцу хиподрома.[28]

- Правац напада Дванаестог војвођанског корпуса (бочни леви правац):
  - Након тешких борби против немачких јединица три батаљона Треће војвођанске ударне бригаде, из састава 36. војвођанске дивизије, ослободила Обреновац и Забрежје, а непријатеља одбацили преко реке Саве у Срем. Непријатељ је имао 23 погинула, око 30 рањених и 21 заробљеног, док је бригада имала 4 мртва и 8 рањених бораца.[19]
  - Након што су ослободиле Макиш, Прва и Друга војвођанска бригада, из састава 16. војвођанске дивизије, у вечерњим часовима 14. октобра извршиле напад на Чукарицу, док су Пета крајишка бригада и Седамнаеста славонска бригада напале непријатељске положаје у Жаркову, на југозападним прилазима Београду.[29]
- Правац напада Пете крајишке дивизије (бочни десни правац):
  - У току ноћи 14/15. октобра Четврта крајишка ударна бригада, из састава Пете крајишке дивизије, избила пред село Мали Мокри Луг и пре поноћи прешла у напад на немачке положаје на Коњарнику и Великом Врачару (Звездара). И поред огорченог отпора непријатеља, који је имао утврђену одбрану, са рововима и митраљеским заклонима, бригада је успела да продре у град. Јаке непријатељске снаге прешле су против напад и одбациле бригаду на почетне положаје, у рејону Малог Мокрог Луга. Овде су се бригади прикључили други делови Пете крајишке дивизије — 10. крајишка и 21. српска бригада, са којима је напад обновљен у току наредног дана.[29]

### 15. октобар
- Правац напада Првог пролетерског корпуса (централни правац):
  - Након што су у току ноћи 14/15. октобра овладале Топчидерским брдом, јединице Шесте личке пролетерске дивизије (Друга и Трећа личка ударна бригада) избиле на трг код Мостара, одакле су продужиле напад Улицом кнеза Милоша и Сарајевском улицом према блоку зграда министарстава у Немањиној улици. Прва личка ударна бригада је након заузимања Топчидера упућена на Чукарицу, да пружи подршку јединицама Дванаестог војвођанског корпуса.[27]
  - У току преподнева Други батаљон 214. стрељачког пука 73. гардијске стрељачке дивизије, уз подршку тенкова и артиљерије, покушао да овлада тргом Славија, али је одбијен јаком артиљеријском и митраљеском ватром, јер су немачке снаге пружале јак отпор. Потом су совјетски самоходни јуришни топови заузели положаје на угловима улица, а противтенковски топови и тенкови гађали отворе у немачким бункерима. Уз ватрену подршку, јуриш на немачке положаје извршио је Први црногорски батаљон Прве пролетерске ударне бригаде, чији су борци успели да заузму положаје на ободу трга и у правцу према Београдској улици, борећи се за сваку зграду на угловима улица Светог Саве и Цара Николе[а]. У овим борбама, поред зграде хотела „Славија”, погинуо је капетан Душан Милутиновић (1920—1944), заменик команданта Првог батаљона, који је посмртно 1953. проглашен за народног хероја.[30][31]
  - У току дана, Прва пролетерска бригада, уз подршку совјетских тенкова, наставила продирање према Улици краља Александра и избила пред зграде Народне скупштине и Главне поште. На десном крилу напада Прве пролетерске дивизије налазила се Трећа пролетерска санџачка бригада која је у тешким борбама успела да овлада Ташмајданом и зароби чету Немаца. Истовремено, Осма црногорска бригада је наступајући заједно са јединицама Црвене армије кроз Улицу краља Милана избила до Новог двора, надомак Теразија.[32]
- Правац напада Дванаестог војвођанског корпуса (бочни леви правац):
  - После вишечасовне борбе против јаких немачких снага јединице Пете крајишке козарске ударне бригаде и један батаљон Дванаесте крајишке ударне бригаде, из састава Једанаесте крајишке дивизије, ослободиле Жарково. У овим борбама непријатељ је имао 30 мртвих, 40 рањених и 55 заробљених војника, док су партизански губици износили 24 погинула и 32 рањена борца.[33] У току наредне ноћи, Петра крајишка бригада је након тешких борби, пробила одбрану немачког батаљона на Бановом брду и заузела важан одбрамбени положај непријатеља. У овој борби непријатељ је имао 30 мртвих и 55 заробљених војника, а заплењена је већа количина наоружања и ратне опреме.[34]
- Правац напада Пете крајишке дивизије (бочни десни правац):
  - У току преподнева 15. октобра јединице из састава Пете крајишке дивизије (Четврта и Десета крајишка и 21. српска бригада) обновиле напад на немачке положаје на Коњарнику и Великом Врачару (Звездара). Напредујући Улицом краља Александра, ове снаге су код Цветкове механе успоставиле везу са јединицама 14. гардијске механизоване бригаде Црвене армије, након чега су заједно избиле код зграде Техничког факултета. У близини Вуковог споменика уништена је колона немачке технике (аутомобили, топови, тенкови), а у току дана је сломљена непријатељска одбрана на Великом Врачару, чиме је уништен један од најјачих чворова немачке одбране у Београду.[29]
- Борбе против немачке групе „Штетнер”
  - Одступајући из источне Србије, немачка корпусна група „Штетнер” све се више примицала Београду. Њене предње јединице су се у току преподнева 15. октобра приближиле источном делу Београда, где су у рејону Малог Мокрог Луга нападнуте од јединица Прве крајишке бригаде, из Пете крајишке дивизије, и скоро потпуно уништене. Неколико немачких аутомобила успело је да се повуче у Гроцку. Гонећи немачке снаге у одступању, један батаљон Прве крајишке бригаде продро је у Гроцку, одбацио слабије немачке снаге и овладао овим местом.[35] У току ноћи 15/16. октобра, Прва крајишка бригада, ојачана совјетским тенковима и артиљеријом, извршила је јуриш на немачку колону на друму између Гроцке и Брестовика, наневши јој знатне губитке, након чега је била принуђена да се повуче у рејон села Пударци.[36]
  - У новонасталој ситуацији, Штаб Прве армијске групе НОВ и ПОЈ је наредио 21. српској дивизији, која се налазила у резерви у рејону Авале, да хитно образује јак заслон на Смедеревском друму и не дозволи пробијање непријатељских снага у Београд. Извршавајући постављени задатак, јединице 21. дивизије су заузеле следеће положаје: Четврта српска бригада на узвишицама Шугавцу и Липовици на левој обали Болечице и у дубини на линији Ерино брдо—Смрдан—Мали Мокри Луг—Велики Мокри Луг, где се до тада налазила 15. гардијска механизована бригада Црвене армије; Пета српска бригада на линији Голо брдо—Лештане—Забран, са задатком да делује у бок немачким снагама које одступају Смедеревским друмом.[36][37]
  - У току ноћи 15/16. октобар немачке снаге извеле су напад на јединице 5. крајишке и 21. српске дивизије. Током тешких борби, које су трајале читаве ноћи и у којима су трпели велике губитке (само у борби код Малог Мокрог Луга имали су око 360 мртвих), Немци су упорно настојали да се пробију у град, што су успели делом снага, које су продрле на правцу Коњарника, Цветкове механе и Великог Врачара (Звездара), али нису успеле да се споје са својим јединицама у центру.[37]

### 16. октобар
- Јединице 75. стрељачког корпуса Црвене армије ослободиле Смедерево, а немачку Прву брдску дивизију, под командом генерал-лајтнанта Валтера Штетнера, одбациле према Београду.[38]
- Након два дана борби, Прва армијска група НОВ и ПОЈ и Црвена армија ликвидирале су најважније непријатељске отпорне тачке на јужној и источној ивици града: Жарково—Баново брдо—Топчидер—Дедиње—Бањички вис—Вождовац—Коњарник—Велики Врачар (Звездара), чиме је већи део града ослобођен. Непријатељ се држао само  у северозападном делу града, на линији железничка станица „Дунав” (Вилине воде)—Ботаничка башта—зграда Народне скупштине—Теразије—блок зграда министарства (угао Немањине и Кнеза Милоша)—Главна железничка станица, као и на Чукарици, где су немачке јединице биле одсечене од оних у граду.[34]
- Борбе против немачке групе „Штетнер”
  - У рејону Великог Мокрог Луга, немачке јединице напале положаје 14. гардијске механизоване бригаде Црвене армије, с циљем да подрже своје снаге, које су, нападајући у захвату Смедеревског друма, продрле у источно предграђе Београда. Немачки војници су узастопно јуришали, али су совјетски војници одржали своје положаје. Услед великих губитака, немачке снаге су биле приморане да одустану од даљих напада на том делу фронта и да своје снаге усмере у рејоне, где су већ успеле да продру у град.[37]
  - Након пробоја у источно предграђе Београда, немачке снаге покушале да се споје са својим снагама у центру. Ове снаге је у Улици краља Александра напао један батаљон Друге пролетерске бригаде и одбацио у рејон основне школе „Војислав Илић” (данас Архитектонска техничка школа), где их је у садејству са 36. гардијском тенковском бригадом окружио и уништио.[37]
  - У току дана разбијена је и већим делом уништена група Немаца, која се пробила ка Коњарнику, а најјачи отпор пружила је група која се пробила у рејон Великог Врачара (Звездара). Концентричним ударом 14. гардијске механизоване бригаде и јединица Пете крајишке дивизије ова група је разбијена и уништена, чиме је пропао други немачки покушај да обезбеде пробој својих главних снага у Београд из правца Смедерева.[37]

### 18. октобар
- У ослобођеном делу Београда отпочео рад Команде града Београда, која је организовала прву војно-цивилну власт у граду. Командант града био је генерал-мајор Љубодраг Ђурић, а поред њега у Команди су се налазили — Ђоко Савићевић задужен за снабдевање; Митар Ковачевић за обавештајни рад; Бранко Вучинић секретар Команде града и секретар партијске организације. Одмах по функционисању, Команда је упутила Проглас грађанима позивајући их да свим снагама помогну Народноослободилачку борбу. Команда града је функционисала до 26. октобра 1944. када је на седници Главног Народноослободилачког одбора Србије именован Народноослободилачки одбор града Београда, на челу са Михајлом Ратковићем.[38][39][40]

## Командни састав јединица

### НОВ и ПОЈ
| Прва армијскa групa НОВЈ     |                                   |
| командант                    | генерал-лајтнант Пеко Дапчевић    |
| п. комесар                   | пуковник Мијалко Тодоровић        |
| Први пролетерски корпус      |                                   |
| командант                    | генерал-лајтнант Пеко Дапчевић    |
| п. комесар                   | пуковник Мијалко Тодоровић        |
| Дванаести војвођански корпус |                                   |
| командант                    | генерал-мајор Данило Лекић Шпанац |
| п. комесар                   | пуковник Стефан Митровић          |

| Први пролетерски корпус       |                              |                             |                             |                                 |
| 1. пролетерска дивизија       |                              |                             |                             |                                 |
| командант                     | пуковник Васо Јовановић      | пуковник Васо Јовановић     | пуковник Васо Јовановић     | пуковник Васо Јовановић         |
| п. комесар                    | потпуковник Владо Шћекић     | потпуковник Владо Шћекић    | потпуковник Владо Шћекић    | потпуковник Владо Шћекић        |
|                               | 1. пролетерска бригада       | 3. крајишка бригада         | 8. црногорска бригада       | 13. пролетерска бригада         |
| командант                     | мајор Јагош Жарић            | потпуковник Владо Бајић     | мајор Саво Машковић         | мајор Милан Жежељ               |
| п. комесар                    | мајор Мирко Јовановић        | мајор Петар Лазаревић Швабо | мајор Јокаш Брајовић        | мајор Иван Денац                |
| 6. личка пролетерска дивизија |                              |                             |                             |                                 |
| командант                     | пуковник Ђоко Јованић        | пуковник Ђоко Јованић       | пуковник Ђоко Јованић       | пуковник Ђоко Јованић           |
| п. комесар                    | потпуковник Никола Пејновић  | потпуковник Никола Пејновић | потпуковник Никола Пејновић | потпуковник Никола Пејновић     |
|                               | 1. личка бригада             | 2. личка бригада            | 3. личка бригада            | 22. српска (космајска) бригада  |
| командант                     | мајор Милан Антончић Велебит | мајор Драган Ракић          | мајор Лазо Радаковић        | мајор Радослав Маричић Каплар   |
| п. комесар                    | мајор Богдан Вујновић        | мајор Бранко Дамјановић     | мајор Гојко Милекић         | мајор Радован Гаковић           |
| 5. крајишка дивизија          |                              |                             |                             |                                 |
| командант                     | пуковник Милутин Морача      | пуковник Милутин Морача     | пуковник Милутин Морача     | пуковник Милутин Морача         |
| п. комесар                    | потпуковник Илија Матерић    | потпуковник Илија Матерић   | потпуковник Илија Матерић   | потпуковник Илија Матерић       |
|                               | 1. крајишка бригада          | 4. крајишка бригада         | 10. крајишка бригада        | 21. српска бригада              |
| командант                     | потпуковник Стево Рауш       | мајор Вид Бодирожа Вицука   | мајор Марко Срдић           | поручник Живомир Белошевац Бора |
| п. комесар                    | мајор Петар Симурдић         | мајор Драго Ђукић           | капетан Владимир Малбашић   | Јово Роган                      |
| 21. српска дивизија           |                              |                             |                             |                                 |
| командант                     | пуковник Милоје Милојевић    | пуковник Милоје Милојевић   | пуковник Милоје Милојевић   | пуковник Милоје Милојевић       |
| п. комесар                    | потпуковник Младен Марин     | потпуковник Младен Марин    | потпуковник Младен Марин    | потпуковник Младен Марин        |
|                               | 4. српска бригада            | 5. српска бригада           | 2. пролетерска бригада      | 31. српска бригада              |
| командант                     | мајор Гајо Војводић          | мајор Новак Перућица        | мајор Љубиша Веселиновић    | Миодраг Нешић Кеша              |
| п. комесар                    | мајор Неђо Богићевић         | мајор Марко Радетић         | мајор Срећко Милошевић      | Момчило Вучековић               |

| Дванаести војвођански корпус |                                   |                                   |                                   |                                   |                                   |                                   |
| 16. војвођанска дивизија     |                                   |                                   |                                   |                                   |                                   |                                   |
| командант                    | потпуковник Марко Перичин Камењар | потпуковник Марко Перичин Камењар | потпуковник Марко Перичин Камењар | потпуковник Марко Перичин Камењар | потпуковник Марко Перичин Камењар | потпуковник Марко Перичин Камењар |
| п. комесар                   | потпуковник Пашко Ромац           | потпуковник Пашко Ромац           | потпуковник Пашко Ромац           | потпуковник Пашко Ромац           | потпуковник Пашко Ромац           | потпуковник Пашко Ромац           |
|                              | 1. војвођанска бригада            | 1. војвођанска бригада            | 2. војвођанска бригада            | 2. војвођанска бригада            | 4. војвођанска бригада            | 4. војвођанска бригада            |
| командант                    | мајор Илија Богадновић            | мајор Илија Богадновић            | мајор Сава Согић                  | мајор Сава Согић                  | мајор Марко Милановић             | мајор Марко Милановић             |
| п. комесар                   | мајор Јован Штоковац              | мајор Јован Штоковац              | мајор Арсо Мијовић                | мајор Арсо Мијовић                | Милорад Митровић Раде             | Милорад Митровић Раде             |
| 36. војвођанска дивизија     |                                   |                                   |                                   |                                   |                                   |                                   |
| командант                    | мајор Радослав Јовић Мишко        | мајор Радослав Јовић Мишко        | мајор Радослав Јовић Мишко        | мајор Радослав Јовић Мишко        | мајор Радослав Јовић Мишко        | мајор Радослав Јовић Мишко        |
| п. комесар                   | мајор Богдан Вујошевић            | мајор Богдан Вујошевић            | мајор Богдан Вујошевић            | мајор Богдан Вујошевић            | мајор Богдан Вујошевић            | мајор Богдан Вујошевић            |
|                              | 3. војвођанска бригада            | 3. војвођанска бригада            | 5. војвођанска бригада            | 5. војвођанска бригада            | 6. војвођанска бригада            | 6. војвођанска бригада            |
| командант                    | мајор Нико Ђурашевић              | мајор Нико Ђурашевић              | мајор Стеван Бикић                | мајор Стеван Бикић                | мајор Илија Романовић             | мајор Илија Романовић             |
| п. комесар                   | мајор Сулејман Омеровић Цар       | мајор Сулејман Омеровић Цар       | мајор Есад Церић                  | мајор Есад Церић                  | мајор Воја Живановић Џокеј        | мајор Воја Живановић Џокеј        |
| 11. крајишка дивизија        |                                   |                                   |                                   |                                   |                                   |                                   |
| командант                    | пуковник Милош Шиљеговић          | пуковник Милош Шиљеговић          | пуковник Милош Шиљеговић          | пуковник Милош Шиљеговић          | пуковник Милош Шиљеговић          | пуковник Милош Шиљеговић          |
| п. комесар                   | потпуковник Блажо Ђуричић         | потпуковник Блажо Ђуричић         | потпуковник Блажо Ђуричић         | потпуковник Блажо Ђуричић         | потпуковник Блажо Ђуричић         | потпуковник Блажо Ђуричић         |
|                              | 5. крајишка бригада               | 5. крајишка бригада               | 12. крајишка бригада              | 12. крајишка бригада              | 32. српска (мачванска) бригада    | 32. српска (мачванска) бригада    |
| командант                    | мајор Душан Егић                  | мајор Душан Егић                  | мајор Миле Вученовић              | мајор Миле Вученовић              | ?                                 | ?                                 |
| п. комесар                   | мајор Махмут Ибрахимпашић Машо    | мајор Махмут Ибрахимпашић Машо    | мајор Милутин Вујовић             | мајор Милутин Вујовић             | Станко Васиљевић                  | Станко Васиљевић                  |
| 28. славонска дивизија       |                                   |                                   |                                   |                                   |                                   |                                   |
| командант                    | потпуковник Радојица Ненезић      | потпуковник Радојица Ненезић      | потпуковник Радојица Ненезић      | потпуковник Радојица Ненезић      | потпуковник Радојица Ненезић      | потпуковник Радојица Ненезић      |
| п. комесар                   | потпуковник Ђуро Кладарин         | потпуковник Ђуро Кладарин         | потпуковник Ђуро Кладарин         | потпуковник Ђуро Кладарин         | потпуковник Ђуро Кладарин         | потпуковник Ђуро Кладарин         |
|                              | 17. славонска бригада             | 17. славонска бригада             | 21. славонска бригада             | 21. славонска бригада             | 25. бордска бригада               | 25. бордска бригада               |
| командант                    | мајор Милан Јока                  | мајор Милан Јока                  | мајор Душан Крећа                 | мајор Душан Крећа                 | мајор Јован Милаковић             | мајор Јован Милаковић             |
| п. комесар                   | мајор Крсто Босанац               | мајор Крсто Босанац               | мајор Бранко Купрешанин           | мајор Бранко Купрешанин           | мајор Иван Крмпотић               | мајор Иван Крмпотић               |

| 23. српска дивизија |                              |                              |                              |                              |                              |                              |
| командант           | потпуковник Миладин Ивановић | потпуковник Миладин Ивановић | потпуковник Миладин Ивановић | потпуковник Миладин Ивановић | потпуковник Миладин Ивановић | потпуковник Миладин Ивановић |
| п. комесар          | потпуковник Војин Поповић    | потпуковник Војин Поповић    | потпуковник Војин Поповић    | потпуковник Војин Поповић    | потпуковник Војин Поповић    | потпуковник Војин Поповић    |
|                     | Седма српска бригада         | Седма српска бригада         | Девета српска бригада        | Девета српска бригада        | 14. српска бригада           | 14. српска бригада           |
| командант           | мајор Војин Јовановић        | мајор Војин Јовановић        | капетан Јован Кецман Чеда    | капетан Јован Кецман Чеда    | капетан Јован Митић Борче    | капетан Јован Митић Борче    |
| п. комесар          | Ђуро Златковић Милић         | Ђуро Златковић Милић         | Недељко Тошковић Фоча        | Недељко Тошковић Фоча        | Војислав Дрљачић Драган      | Војислав Дрљачић Драган      |

### Црвена армија
| Трећи украјински фронт (рус. )           |                                                                       |                                            |                                            |                                         |
| командант                                | маршал Фјодор Толбухин                                                | маршал Фјодор Толбухин                     | маршал Фјодор Толбухин                     | маршал Фјодор Толбухин                  |
| пешадијске (стрељачке) јединице          |                                                                       |                                            |                                            |                                         |
| 57. армија (рус. )                       |                                                                       |                                            |                                            |                                         |
| командант                                | генерал-лајтнант Михаил Шарохин                                       | генерал-лајтнант Михаил Шарохин            | генерал-лајтнант Михаил Шарохин            | генерал-лајтнант Михаил Шарохин         |
|                                          | 64. стрељачки корпус (рус. )                                          | 64. стрељачки корпус (рус. )               | 75. стрељачки корпус (рус. )               | 75. стрељачки корпус (рус. )            |
| командант                                | генерал-мајор Иван Кравцов                                            | генерал-мајор Иван Кравцов                 | генерал-мајор Адриан Акименко              | генерал-мајор Адриан Акименко           |
|                                          | 73. гардијска стрељачка дивизија (рус. )                              | 236. гардијска стрељачка дивизија (рус. )  | 74. стрељачка дивизија (рус. )             | 233. стрељачка дивизија (рус. )         |
| командант                                | пуковник Андреј Гребнев                                               | пуковник Петар Кулишки                     | пуковник Константин Сичов                  | пуковник Тимофеј Сидоренко              |
| механизовано-тенковске јединице          |                                                                       |                                            |                                            |                                         |
| 4. гардијски механизовани корпус (рус. ) |                                                                       |                                            |                                            |                                         |
| командант                                | генерал-лајтнант Владимир Жданов                                      | генерал-лајтнант Владимир Жданов           | генерал-лајтнант Владимир Жданов           | генерал-лајтнант Владимир Жданов        |
|                                          | 13. гардијска механизована бригада (рус. )                            | 14. гардијска механизована бригада (рус. ) | 15. гардијска механизована бригада (рус. ) | 36. гардијска тенковска бригада (рус. ) |
| командант                                | пуковник Александар Сергиенко (до 14.10) потпуковник Генадиј Обатуров | пуковник Никодим Никитин                   | потпуковник Михаил Адрианов                | пуковник Петар Жуков                    |
|                                          | 5. гардијска моторизована бригада (рус. )                             |                                            |                                            |                                         |
| командант                                | пуковник Николај Завјалов                                             | пуковник Николај Завјалов                  | пуковник Николај Завјалов                  | пуковник Николај Завјалов               |
| остале јединице                          |                                                                       |                                            |                                            |                                         |
| 17. ваздухопловна армија (рус. )         |                                                                       |                                            |                                            |                                         |
| командант                                | генерал-лајтнант Владимир Судец                                       | генерал-лајтнант Владимир Судец            | генерал-лајтнант Владимир Судец            | генерал-лајтнант Владимир Судец         |
| Дунавска ратна флотила (рус. )           |                                                                       |                                            |                                            |                                         |
| командант                                | вицеадмирал Сергеј Горшков                                            | вицеадмирал Сергеј Горшков                 | вицеадмирал Сергеј Горшков                 | вицеадмирал Сергеј Горшков              |

## Фотогалерија
- Лева страна рељефа на улазу у спомен-гробље са приказом из борбе, рад вајара Радете Станковића
- Совјетска медаља за ослобођење Београда
- Орден народног хероја
- Десна страна рељефа на улазу у спомен-гробље са приказом дочека ослободилаца, рад вајара Радете Станковића